# Henri Rommel
Henri Rommel (Rumbeke, 8 juni 1847 - Brugge, 16 juli 1915) was een Belgisch rooms-katholiek priester, historicus en pedagoog.

## Levensloop
Henricus Desiderius Josephus Maria Rommel was een zoon van uurwerkmaker en schepen Ivo Rommel en van Carolina Bossaert. Hij studeerde aan het Klein Seminarie in Roeselare, waar hij als primus afstudeerde in 1867. Hij ontving zijn priesterwijding in Brugge op 23 december 1871 en vervolgde zijn studie aan de Katholieke Universiteit Leuven. In 1873 werd hij huisleraar bij de familie van Caloen in Loppem. Vervolgens werd hij leraar (1874) aan en principaal (1883) van het Sint-Lodewijkscollege in Brugge. De collegekerk was pas door Joris Helleputte gebouwd en Rommel zorgde voor de inwendige aankleding en versieringen. Hij bouwde ook een nieuwe studiezaal op pijlers, die bekendheid verwierf onder de naam 'De Ark van Noë'.
In 1892 tot erekanunnik benoemd, werd hij in 1896 diocesaan schoolinspecteur voor het middelbaar onderwijs. In deze laatste functie stichtte hij een 'Revue pratique de l'enseignement' voor de scholen in het bisdom Brugge.
Hij werd een medewerker van de tijdschriften Biekorf en Rond den Heerd. Hij was ook lid (1895-1915) en voorzitter van de bibliotheekcommissie van de stad Brugge. Tevens was hij bestuurslid, weldra en tot aan zijn dood voorzitter, van de privé-uitleenbibliotheek genaamd 'Keurbibliotheek - Bibliothèque choisie'. In 1882 werd hij bestuurslid, in 1903 ondervoorzitter en van 1911 tot aan zijn dood voorzitter van het Genootschap voor Geschiedenis te Brugge, als opvolger van Thierry de Limburg Stirum.
In 1907 werd hij vereerd met de titel van doctor honoris causa van de Katholieke Universiteit Leuven, faculteit Wijsbegeerte en Letteren. In 1908 werd hij titulaire kanunnik aan het Sint-Salvatorskapittel.

## Henri Rommel en Guido Gezelle
Rommel was een bewonderaar van de dichter-priester Guido Gezelle en kwam bij diens vriendenkring. In zijn hoedanigheid van principaal van het Sint-Lodewijkscollege, vroeg hij in 1887 aan Gezelle of die, in opvolging van de overleden Leonard De Bo, de taak op zich wilde nemen een gedicht te schrijven ter opluistering van de jaarlijkse prijsuitdeling. Gezelle aanvaardde en schreef het lange gedicht Vridag, dat verwees naar verschillende vrijdagen: de dag waarop de mens werd geschapen, Goede Vrijdag, vrijdag 11 juli 1302. De tekst (door Gezelle ingekort) werd door zijn vriend Edgar Tinel op muziek gezet en door het koor van het college uitgevoerd in de Brugse stadshallen op 12 augustus 1887, bij de proclamatie van de schoolresultaten. Het koor werd aan de piano begeleid door de oud-leerling Joseph Ryelandt.
In 1893 werd het gouden bisschopsjubileum gevierd van paus Leo XIII. Op vraag van Rommel schreef Gezelle het lang gedicht Ter eere van Paus Leo XIII, dat werd gezongen als slotlied tijdens een academische zitting in het Sint-Lodewijkscollege, op de melodie van O Moederkerk van Rome.
In 1894 deed Rommel opnieuw beroep op Gezelle, die Cantate op den zaligen Idesbald schreef. Idesbald van der Gracht werd dat jaar uitgebreid in Brugge herdacht. Het gedicht, getoonzet door Joseph Ryelandt, werd gezongen op de prijsuitdeling van het Sint-Lodewijkcollege op 7 augustus 1894.
Toen Gezelle in 1899 onverwacht in Brugge werd benoemd, was het rectorshuis naast het Engels Klooster niet klaar om er zijn intrek te kunnen nemen. Hij werd gastvrij ontvangen in het huis van kanunnik Rommel, gelegen in de Heilige-Geeststraat, naast het bisschoppelijk paleis.
Tijdens de plechtige mis voor de begrafenis van zijn vriend, later in dat jaar, lag het voor de hand dat Rommel de rouwrede zou houden. Ze werd achteraf gepubliceerd als bijlage van het tijdschrift Biekorf, jaargang 1899 en als afzonderlijk plaket. Het jaar daarop publiceerde hij in het Frans zijn herinneringen aan leven en werk van Guido Gezelle.

## Publicaties
- Een reis naar Zwitserland, in: Rond den Heerd, 1875 en 1876.
- De heirwegen in West-Vlaanderen, in: Biekorf, 1894.
- De Passiespelen van Oberammergau (1881 en 1890)
- Notice sur la relique du Précieux Sang de Jésus Christ à Weingarten. Sa présence à Bruges au XIe siècle, in: Handelingen van het Genootschap voor Geschiedenis te Brugge, 40 (1890), blz 1-15.
- Jean Brito, prototypographe Brugeois, in: Handelingen van het Genootschap voor Geschiedenis te Brugge, 47 (1897), blz. 1-22.
- Table des matières des 50 premiers volumes des Annales de la Société d'Emulation, 1839-1898, in: Handelingen van het Genootschap voor Geschiedenis te Brugge, 49 (1899), blz. 15-88.
- De Processiën en feesten van het H. Bloed O. H. J. C. in de stad Brugge (1900).
- Un poète-prêtre: Guido Gezelle, sa vie et ses travaux, 1900.
- Une excursion à Rumbeke, 1912.
- L'hôpital St. Jean à Bruges. Notes et documents, in: Handelingen van het Genootschap voor Geschiedenis te Brugge, 64 (1914), blz. 140-200.

Hij hield de lijkreden bij de uitvaart van de bisschoppen Joannes Faict (1894) en Petrus De Brabandere (1895). Hij schreef ook heel wat biografische nota's en in memoriams, onder meer over Joseph Kervyn de Lettenhove, Thomas Bouquillon, Edouard Neelemans, Karel De Wulf, Jean-Baptiste de Bethune, Félix de Bethune, Thierry de Limburg Stirum en Alphonse De Leyn.